# Tillandsia 'Hand Grenade'
Tillandsia 'Hand Grenade' es un cultivar híbrido del género Tillandsia perteneciente a la familia Bromeliaceae.
Es un híbrido creado en el año 1993 con las especies Tillandsia ionantha × desconocido.